# Glenburgie
Glenburgie est une distillerie de whisky située près de Forres, dans le Speyside, en Écosse.

## Histoire
Glenburgie a été fondée en 1810 par Willam Paul sous le nom de Kinflat Distillery. La production officielle démarra en 1829. En 1870 la distillerie fut fermée avant d'être rouverte en 1878 sous le nom de Glenburgie-Glenlivet. En 1884 elle a été vendue à Alexander Fraser & Co.. Lorsque cette société a fait faillite en 1925, Donald Mustad a repris la direction de Glenburgie. En 1927 la distillerie a été achetée par James & George Stodart Ltd.. En 1930 Hiram Walker a acquis 60 % des parts de l'entreprise avant d’acquérir les 40 % restants en octobre 1936. Glenburgie fut rénovée en 1958. Deux alambics de type Lomond still, qui étaient précédemment installés chez Inverleven, furent mis en service et le single malt qui y était produit fut commercialisé sous le nom de Glencraig. En 1981 les Lomond stills ont été remplacés par des alambics classiques. En 1987 Hiram Walker a été racheté par Allied Lyons et la distillerie a été complètement rénovée entre 2004 et juin 2005 pour un montant de 4,3 millions de livres.

## Production
L'eau utilisée par Glenburgie provient de sources locales. La distillerie ne produit pas elle-même son malt qui lui est fourni par Robert Kilgour, à Kirkaldy. Elle dispose d'une cuve de brassage (mash tun) d'une capacité de 4,7 tonnes en acier inoxydable et de treize cuves de fermentation (wash backs) d'une capacité de 23 500 litres chacune. La distillation s'effectue dans deux wash stills (d'une capacité de 11 750 litres chacun) et deux spirit stills (d'une capacité de 15 000 litres chacun) qui sont chauffés à la vapeur.

## Embouteillage
L'essentiel de la production sert de composant des blends des marques Ballantine's et Teacher's.

### Embouteillage officiel
- Glenburgie 2002 - 15 ans - Special Distillery Bottlings Serie

### Embouteilleurs indépendants
- Glencraig 2003 - 28 ans - Signatory Vintage
- Glencraig 2004 - 30 ans - Duncan Taylor
- Glenburgie 2010 - 12 ans - Carn Mor